# アーリントン・ハイツ (ポートランド)
アーリントン・ハイツ（Arlington Heights）は、アメリカ合衆国オレゴン州ポートランドの地区の一つ。高級住宅街に加え、日本庭園を始めとする幾つかの名高い都市公園を有する。

## 教育

### 小学校
- エインズワース小学校

### 中学校
- ウェスト・シルヴァン中学校

### 高校
- リンカーン高校

## 公園
- ホイト植物園
- ポートランド日本庭園
- オレゴン・ベトナム戦没者記念碑
- ワシントン・パーク
  - 国際バラ試験園